# گامبیسارا
گامبیسارا (به لاتین: Gambissara) یک منطقهٔ مسکونی در گامبیا است که در Upper River Division واقع شده‌است. گامبیسارا ۱۰٬۱۰۲ نفر جمعیت دارد.